# 테리 패럴 (건축가)
테리 패럴(영어: Sir Terry Farrell, CBE, 1938년 5월 12일 ~ )은 영국의 건축가이자 도시설계사이다. 맥락을 고려한 도시설계와 활기 넘치는 포스트모더니즘 건축으로 유명하다. 자신의 이름을 딴 건축사무소 패럴스(Farrells)를 운영하고 있다. 대표작으로는 영국 비밀정보부 빌딩, 인천국제공항, 선전의 징지100 등이 있다. 1991년 홍콩에 문을 연 설계사무소는 아시아 지역에서 영향력을 넓혀가고 있다. 2001년 최하위 훈작사 작위를 수여받았다.